# Jacques-Nicolas Lemmens
Jacques-Nicolas Lemmens, także Jaak Nikolaas Lemmens (ur. 3 stycznia 1823 w Zoerle-Parwijs, zm. 30 stycznia 1881 w Zemst) – belgijski kompozytor, organista i pedagog.

## Życiorys
Początkowo uczył się u ojca, organisty w Zoerle-Parwijs. Później studiował w konserwatorium w Brukseli u Christiana Girschnera (fortepian i organy) oraz François Fétisa (kompozycja). W latach 1846–1847 był uczniem Adolfa Hessego we Wrocławiu. Po powrocie do Brukseli w 1847 roku zdobył drugą nagrodę w belgijskim konkursie Prix de Rome za kantatę Le Roi Lear. Od 1849 roku prowadził klasę kompozycji w konserwatorium w Brukseli. 
Od 1857 roku był żonaty ze śpiewaczką Helen Sherrington (1834–1906). W 1869 roku wyjechał wraz z żoną do Londynu. W 1878 roku wrócił do Belgii i założył działającą w Mechelen Ecole Interdiocésaine de Musique Religieuse. W 1880 roku powołał do życia Société de St. Grégoire, stawiające sobie za cel podniesienie poziomu życia muzycznego w Belgii.

## Twórczość
Skomponował m.in. 2 symfonie, liczne utwory organowe, a także utwory wokalne. Był autorem pracy École d’orgue basée sur le plain-chant romain (Bruksela 1862) oraz wydanej pośmiertnie Du chant grégorien, sa mélodie, son rhythme, son harmonisation (Gandawa 1886). Swoją działalnością przyczynił się do podniesienia poziomu gry organowej w Belgii, rozpropagował też twórczość J.S. Bacha.